# 高橋泥舟

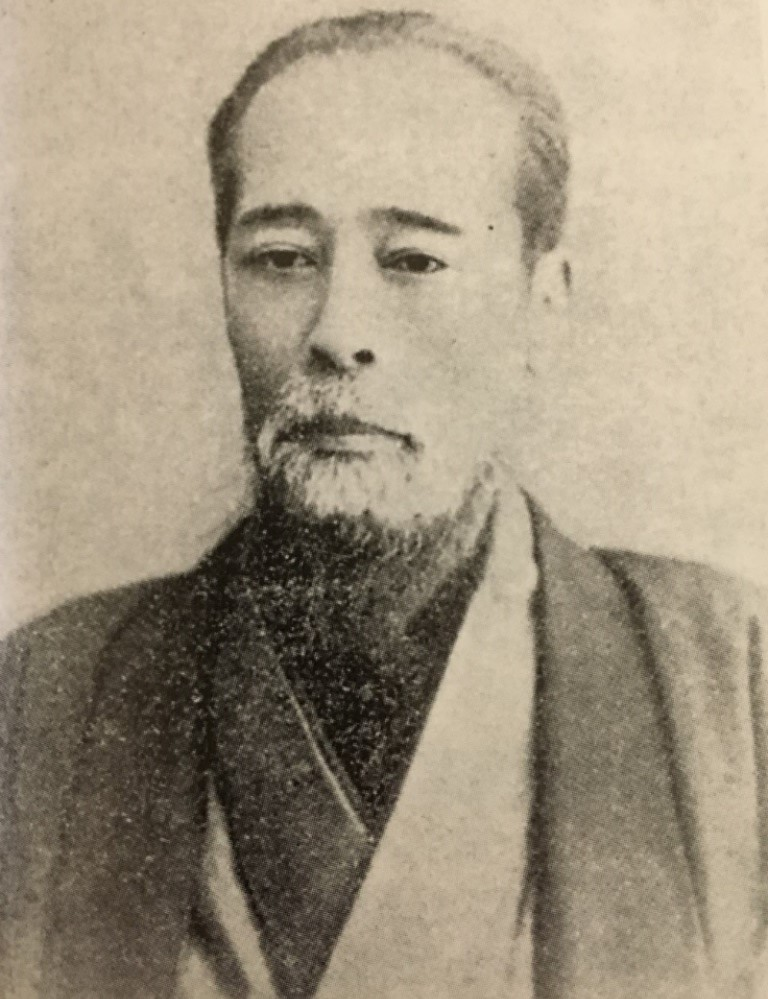
高橋泥舟

高橋 泥舟（たかはし でいしゅう、天保6年2月17日（1835年3月15日） - 明治36年（1903年）2月13日）は、日本の武士（幕臣）。

## 生涯

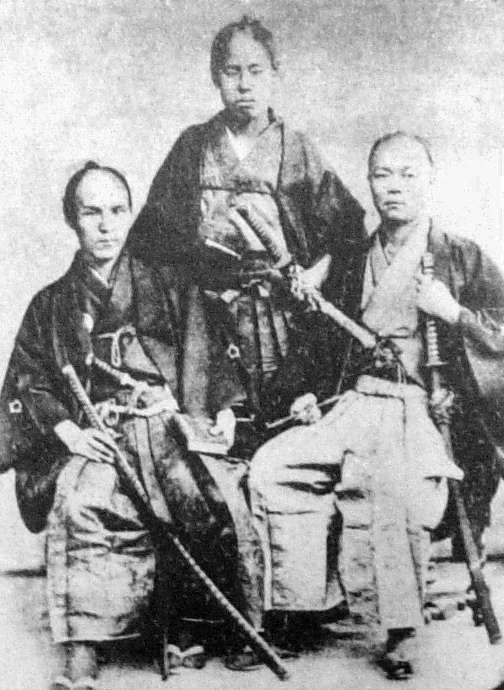
高橋泥舟（中）。田辺太一（左）、三宅秀（右）と。

江戸において、旗本・山岡正業の次男として生まれる。通称を謙三郎、明治以後は精一。諱は政晃。号を忍歳といい、泥舟は後年の号である。
生家の山岡家は槍の自得院流（忍心流）の名家で、精妙を謳われた長兄・山岡静山に就いて槍を修行、海内無双、神業に達したとの評を得るまでになる。
母方を継いで高橋包承の養子となる。
生家の男子がみな他家へ出た後で静山が27歳で早世、山岡家に残る妹の英子の婿養子に迎えた門人の小野鉄太郎が後の山岡鉄舟で、泥舟の義弟にあたる。
安政3年（1856年）講武所槍術教授方出役、万延元年（1860年）槍術師範役。文久2年（1862年）一橋慶喜（徳川慶喜）に随行して上京。文久3年（1863年）には浪士組結成し、浪士取締役となり、従五位下伊勢守に叙任。慶応2年（1866年）新設の遊撃隊頭取、槍術教授頭取を兼任する。
慶応4年（1868年） 幕府が鳥羽・伏見の戦いで敗戦した後、徳川慶喜に恭順を説きつつ、寛永寺で護衛に当たる。同年2月12日（3月5日）江戸城から上野東叡山に退去する慶喜を守り、4月11日（5月3日）の江戸城開城まで守り抜いた。その後、水戸へ下る慶喜も護衛している。
徳川慶喜が徳川家処分の交渉のため官軍の西郷隆盛への使者として最初に選んだのは、その誠実剛毅な人格を見込んで泥舟であった。しかし泥舟は慶喜から親身に頼られる存在で、江戸の不安な情勢のもと主君の側を離れることができなかった。代わりに義弟の山岡鉄舟を推薦、鉄舟が見事にこの大役を果たした。鉄舟は慶喜から直々に使者としての命を受け、駿府へ行く前に勝海舟に面会する。海舟と鉄舟は初対面であり海舟は鉄舟が自分の命を狙っていると言われていたが、面会して鉄舟の人物を認めた。打つ手がなかった海舟は状況を伝えるために征討大総督府参謀の西郷隆盛宛の書を授ける。山岡は勝海舟の使者とも説明されているが、正しくは徳川慶喜の使者である。
後に徳川家が江戸から静岡に移住するのに従い、地方奉行などを務め、一時田中城を預かる。廃藩置県後は職を辞して東京に隠棲、書画骨董の鑑定などで後半生を送った。

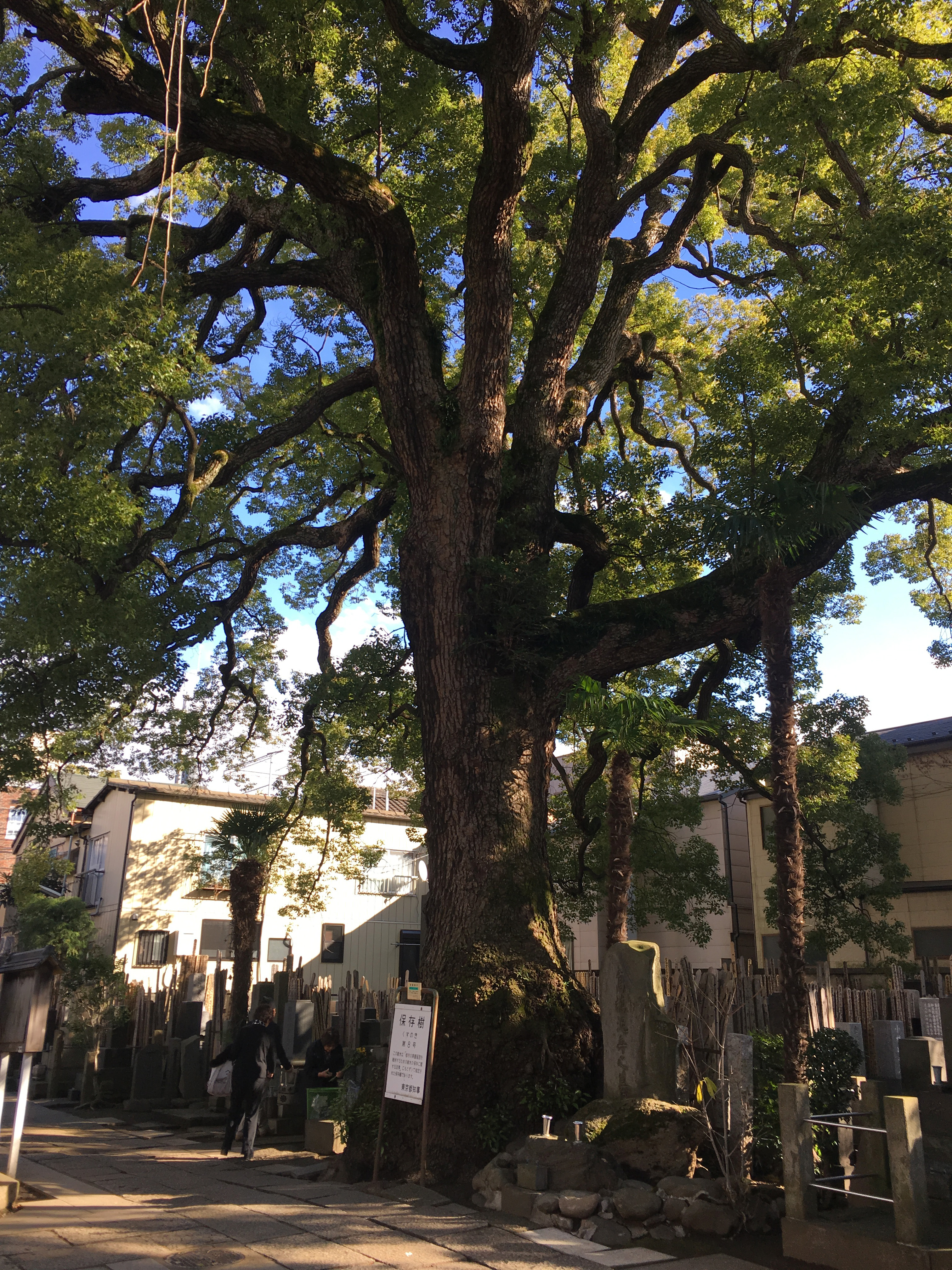
クスの大木の傍らに立つ高橋泥舟の墓

明治36年（1903年）2月13日、牛込矢来町の自宅で没す。享年69。墓は東京都台東区谷中六の大雄寺にある。

## 人物評
- 山岡鉄舟が亡くなったとき山岡家に借金が残り、その返済を義兄の泥舟が工面することとなったが、自分にも大金があるはずがなく、金貸しに借用を頼むとき「この顔が担保でござる」と堂々と言い、相手も「高橋様なら決して人を欺くことなどないでしょう」と顔一つの担保を信用して引き受けた等々、その人柄を示すような逸話が多く残っている。

- 勝海舟、山岡鉄舟と並んで「幕末の三舟」と呼ばれているが[1]、勝は後年「あれは大馬鹿だよ。物凄い修行を積んで槍一つで伊勢守になった男さ。あんな馬鹿は最近見かけないね」と泥舟を評している。
- 兄の静山を大変慕っていて、静山が27歳で亡くなった時は悲嘆に暮れ、後を追って自決しようとしたこともあった。

## 関連文献
- 『泥舟遺稿 伝記・高橋泥舟』（安部正人編、復刻大空社［伝記叢書］、平成9年（1997年））
- 頭山満 『幕末三舟伝』（新版・島津書房／国書刊行会、平成19年（2007年））
- 子母澤寛 『逃げ水』（新版・中公文庫 上下）、歴史小説
- 松本健一 『幕末の三舟 海舟・鉄舟・泥舟の生きかた』（講談社選書メチエ、平成8年（1996年））
- 水野靖夫『勝海舟の罠―氷川清話の呪縛、西郷会談の真実』（毎日ワンズ、2018年）ISBN 978-4901622981
- 水野靖夫『定説の検証「江戸無血開城」の真実―西郷隆盛と幕末の三舟 山岡鉄舟・勝海舟・高橋泥舟』（ブイツーソリューション 2021年） ISBN 978-4434284953
- 岩下哲典『山岡鉄舟・高橋泥舟―もとの姿はかわらざりけり』（ミネルヴァ書房「ミネルヴァ日本評伝選」、2023年）ISBN 978-4623095780
- 岩下哲典編著『高橋泥舟 高邁なる幕臣』（教育評論社、2012年）